# Vila Donescu din Izvorani
Vila Donescu este un monument istoric din satul Izvorani, localitate componentă a orașului Ștefănești din județul Argeș. (cod LMI: AG-II-m-B-13838). În această clădire, situată în prezent pe strada Ion Pillat nr. 18, a locuit Alexandru Gh. Donescu, iar mai târziu după revoluție pentru o perioadă, a locuit și Crin Halaicu.